# Queen City Cycle & Motor Works
Queen City Cycle & Motor Works war ein kanadischer Hersteller von Fahrrädern und Automobilen.

## Unternehmensgeschichte
Das Unternehmen aus Toronto stellte ursprünglich Fahrräder und auch Tandems her. 1901 begann unter Leitung von Cornelius A. Ryerson die Produktion von Automobilen. Der Markenname lautete Queen. 1903 endete die Kraftfahrzeugproduktion. Es ist nicht bekannt, wann das Unternehmen aufgelöst wurde.

## Pkw
Das Fahrzeug hatte vorne Klappsitze und bot Platz für vier Personen. Der verwendete Einzylindermotor hatte jeweils 4 Zoll (101,6 mm) Bohrung und Hub, was 823 cm³ Hubraum ergab. Er war unter der hinteren Sitzbank montiert. Die technische Umsetzung bezüglich Gaspedal und Kupplung wird als schlecht bezeichnet.